# Armada panaceorum
Armada panaceorum là một loài bướm đêm trong họ Noctuidae.